# Jing Lusi
Jing Lusi (* 16. Mai 1985 in Shanghai) ist eine chinesisch-britische Theater- und Filmschauspielerin.

## Leben
Jing Lusi wurde in Shanghai, China geboren und kam im Alter von fünf Jahren mit ihren Eltern ins Vereinigte Königreich nach Southampton, da ihr Vater dort studierte. Sie selbst absolvierte ein Jura-Studium am University College London. Sie wurde aber ab 2008 als Schauspielerin in Film und Theater tätig. 2012 wurde sie als Ärztin „Tara Lo“ in der Krankenhausserie Holby City bekannt. 2015 spielte sie „Joyce Su“ im Thriller Survivor. Ab 2016 spielte sie „Lily Anne-Lau“ in der Serie Stan Lee’s Lucky Man. 2020 wirkte sie als „Vicky“ in Gangs of London mit.

## Filmografie (Auswahl)
- 2009: Breathe
- 2012–2013: Holby City (Fernsehserie, 36 Folgen)
- 2015: Survivor
- 2016–2017: Stan Lee’s Lucky Man (Fernsehserie, 10 Folgen)
- 2018: Crazy Rich (Crazy Rich Asians)
- 2019: Pure (Fernsehserie, 3 Folgen)
- 2019: The Feed (Fernsehserie, 10 Folgen)
- 2020: Gangs of London (Fernsehserie, 8 Folgen)
- 2021: S.A.S. Red Notice (SAS: Red Notice)
- 2022: Man vs. Bee (Fernsehserie, 8 Folgen)
- 2023: Heart of Stone
- 2024: Argylle
- 2024: Red Eye (Fernsehserie, 6 Folgen)